# Полє-об-Сотлі
Полє-об-Сотлі (словен. Polje ob Sotli) — поселення в общині Подчетртек, Савинський регіон, Словенія. Висота над рівнем моря: 197,9 м.